# Patagioenas corensis
Patagioenas corensis là một loài chim trong họ Columbidae.